# Georges Papazoff

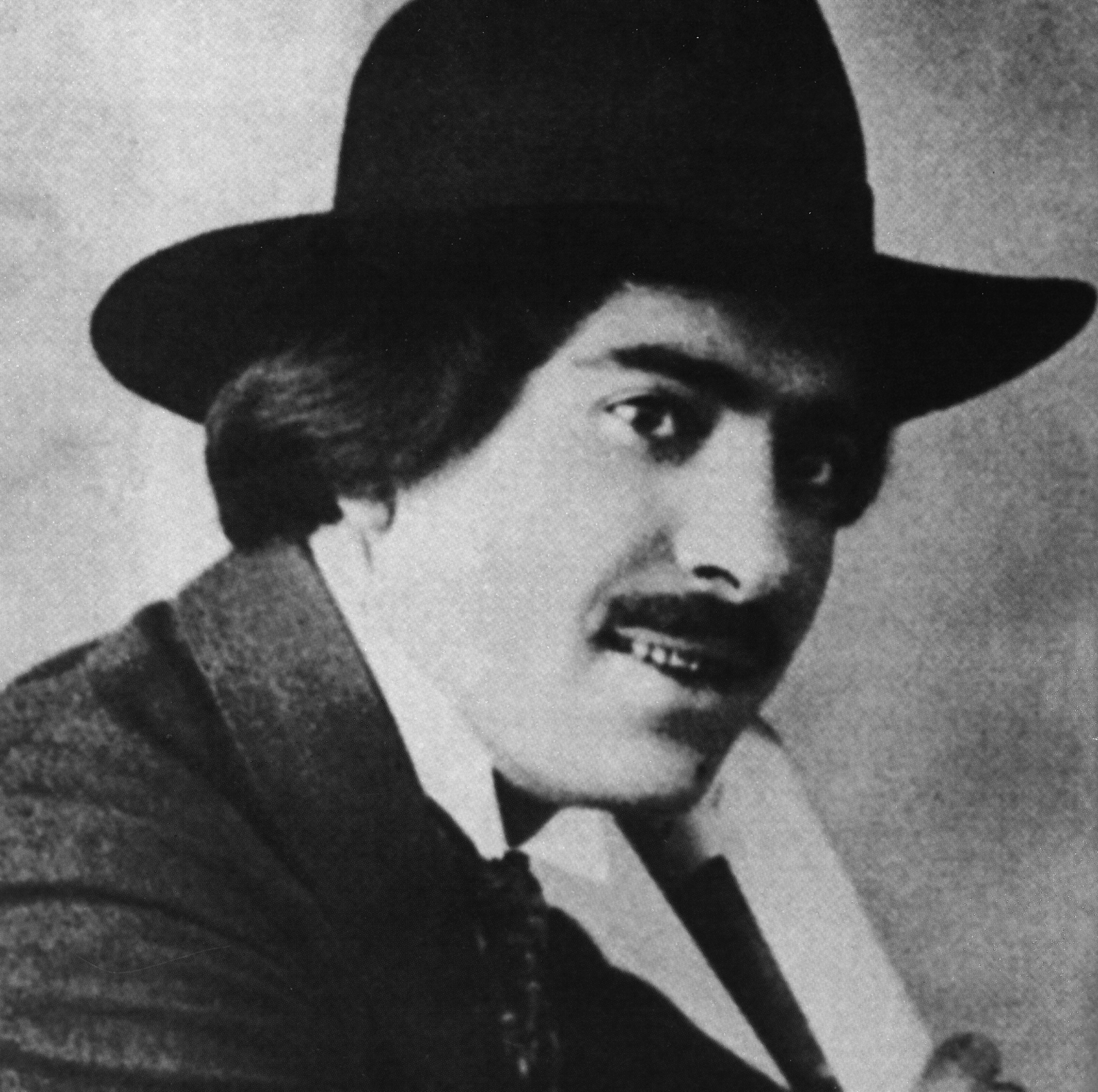
George Papazoff

Georges Papazoff, auch George Papazov, bulgarisch Георги Папазов (geboren am 2. Februar 1894 in Jambol; gestorben am 23. April 1972 in Vence, Département Alpes-Maritimes) war ein bulgarischer Maler und Schriftsteller.

## Leben
Papazoff studierte von 1913 bis 1914 zunächst Landschaftsgärtnerei in Prag und Deutschland. Seine Anfänge in der Malerei zeigten einen starken Einfluss des deutschen Expressionismus. Seine erste Ausstellung fand 1919 in Bulgarien in der Galerie Trapko in Sofia statt. Im Jahr 1922 folgte eine zweite Ausstellung in Berlin. Im Jahr 1923 lebte und arbeitete er in Genf, wo er ebenfalls seine Werke ausstellte. Er zog 1924 nach Frankreich und wirkte in Paris. Der französische Kunstkritiker Jean-Paul Crespelle sah in ihm einen bedeutenden Künstler und Vorreiter des Surrealismus. Seine ersten Werke, die in Frankreich entstanden, zeigen einen „geometrischen Surrealismus“ und bestehen aus imaginären dreieckigen Formen, die den menschlichen Körper und seinen spirituellen Status symbolisieren. Mit seiner Abkehr von den expressionistischen Tendenzen, wie sie Paul Klee und Max Ernst vertraten, wurden seine Bilder immer modellhafter und farbintensiver. Er probierte sich in den Techniken der abstrakten Kunst, des Kubismus und des Tachismus. Er produzierte seine Gemälde in thematisch zusammengehörenden Serien. Von einigen französischen Kritikern wurde sein Werk mit denen der Fauvisten André Derain und Maurice de Vlaminck verglichen. Er war mit Mitgliedern des Kreises der Surrealisten um André Breton befreundet. Seit 1960 lebte und arbeitete er in Vence in Südfrankreich. Als Autor schrieb er mehrere Erinnerungsbücher. Papazoff war ein Zeitgenosse von Joan Miró und Pablo Picasso.

## Schriften (Auswahl)
- Paris – l’oeuvre et le destin des grands peintres. Paris 1936.
- Derain, mon copain. Paris 1960.
- Lettres a Derain. Paris 1966.

## Ehrungen
- Papazov Island in Antarktika wurde nach ihm benannt.[2]